# Azibius
Azibius — вимерлий рід викопних приматів пізнього раннього або раннього середнього еоцену з формації Гліб-Зегду в районі Гур-Лазіб в Алжирі. Вважається, що вони пов'язані з нинішніми лемурами та лорізоїдами (відомими як стрепсирріни), хоча палеоантропологи, такі як Марк Годіно, стверджують, що вони можуть бути ранніми мавпами. Менш фрагментарні останки, виявлені між 2003 і 2009 роками, продемонстрували тісний зв'язок між Азібіусом і Альгеріпітеком, викопним приматом, який колись вважався найдавнішим відомим мавпоподібним. Описи таранної кістки (кістки щиколотки) у 2011 році допомогли посилити підтримку статусу Azibius і Algeripithecus як стрепсірріну, що вказує на те, що еволюційна історія лемурів та їхніх родичів сягає корінням в Африку.
Azibius trerki — єдиний названий вид, хоча також були знайдені кілька зубів і таранна кістка (кістка щиколотки) більшого, неназваного виду. Вважається, що A. trerki важив від 115 до 160 г, тоді як cf. Azibius sp. був більшим, вагою приблизно від 630 до 920 г. На підставі фрагментарних скам’янілостей вважається, що обидва вони були нічними та спритними деревними чотирилапими.